# 亜硫酸ビスマス寒天培地

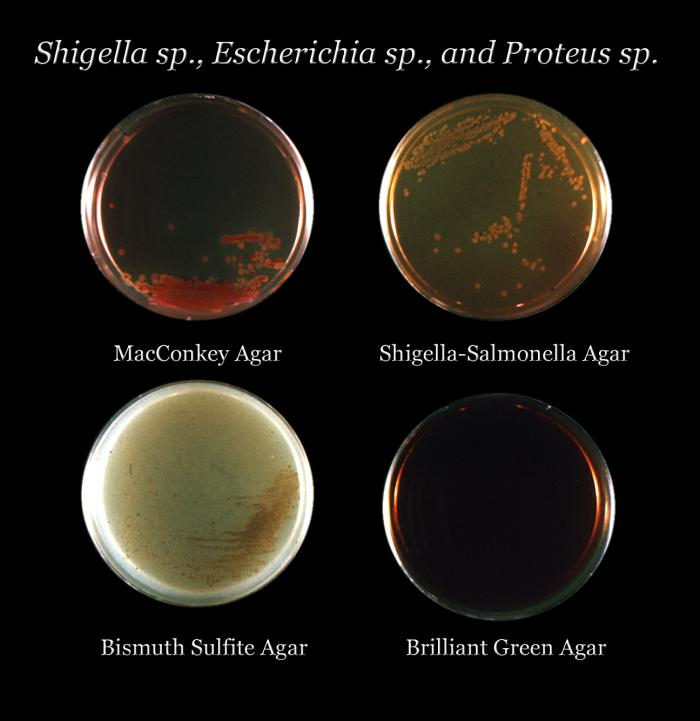
増殖24時間後の赤痢菌、エスケリキア属、プロテウス属を接種した4種類の寒天培地培養プレート（時計回りにマッコンキー寒天培地、赤痢菌・サルモネラ菌寒天培地、亜硫酸ビスマス寒天培地、ブリリアントグリーン寒天培地）。

亜硫酸ビスマス寒天培地（ありゅうさんビスマスかんてんばいち、英：Bismuth sulfite agar）はサルモネラの分離に使用される寒天培地のひとつである。グルコースを主な炭素源とする。ビスマスとブリリアントグリーン（色素）はともにグラム陽性菌の増殖を阻害する。亜硫酸ビスマス寒天培地は硫酸鉄(II)を使用して硫化水素に変換する能力を試験する。
亜硫酸ビスマス寒天培地には通常、以下の成分を含む。 (w/v):
1.6% 亜硫酸ビスマス Bi2(SO3)3
1.0% カゼイン膵臓消化物
1.0% 動物組織膵臓消化物
1.0% ビーフエキス
1.0% グルコース
0.8% dibasic sodium phosphate
0.06% 硫酸鉄(II)7水和物
25℃でpHを7.7に調整
この培地はオートクレーブではなく煮沸で滅菌する。